# リセ・ラランド

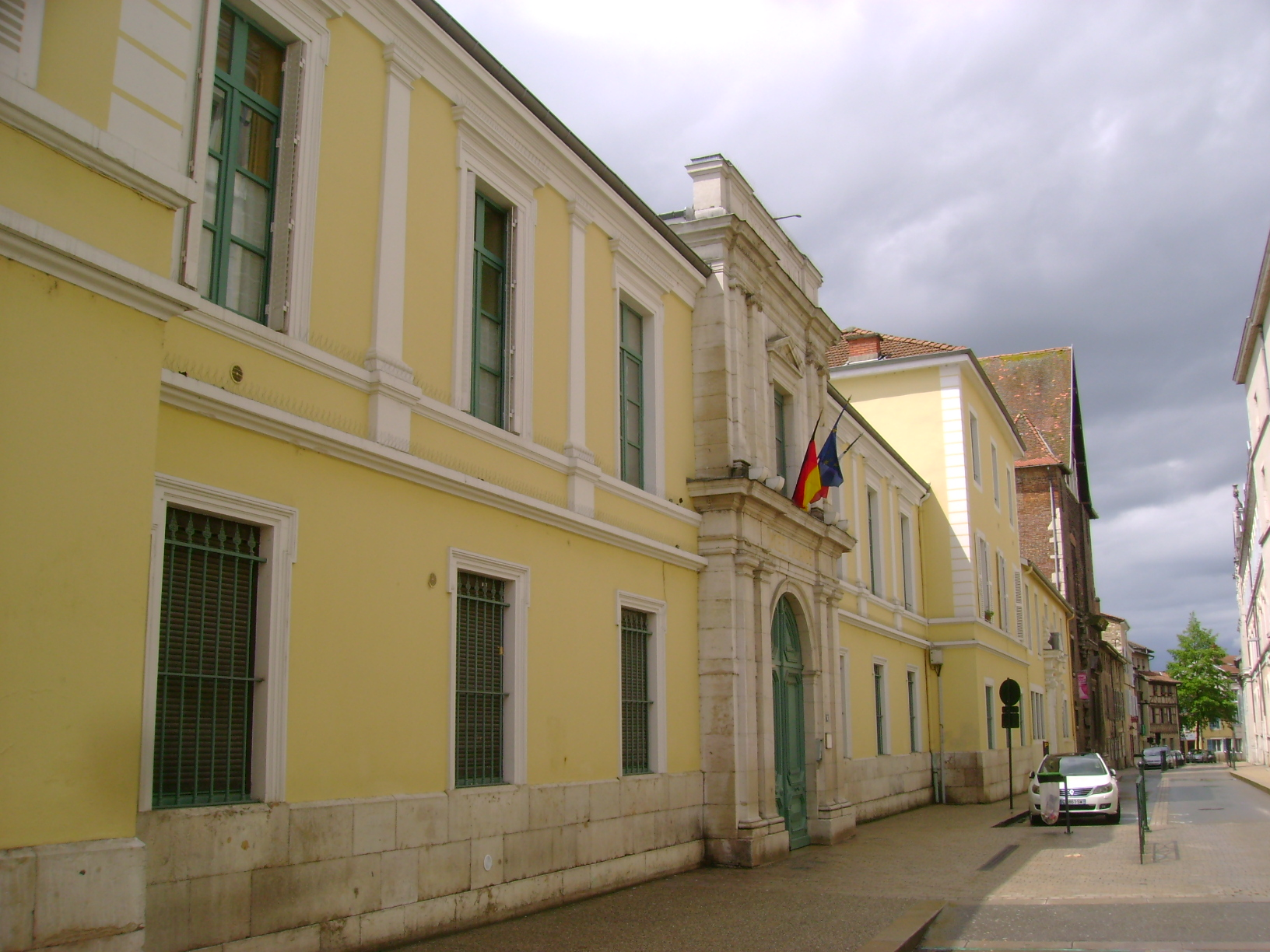
校舎

リセ・ラランド（Lycée Lalande）は、ブール＝カン＝ブレスのリセ。1649年にイエズス会によって設立され、天文学者のジェローム・ラランドからとって19世紀末頃に現在の校名となった。レジスタス記念章（Médaille de la Résistance）を有する唯一の民間施設。